# (34820) 2001 SC125
2001 SC125 (asteroide 34820) é um asteroide da cintura principal. Possui uma excentricidade de 0.17208210 e uma inclinação de 4.08278º.
Este asteroide foi descoberto no dia 16 de setembro de 2001 por LINEAR em Socorro.